# Kesaria Abramidze

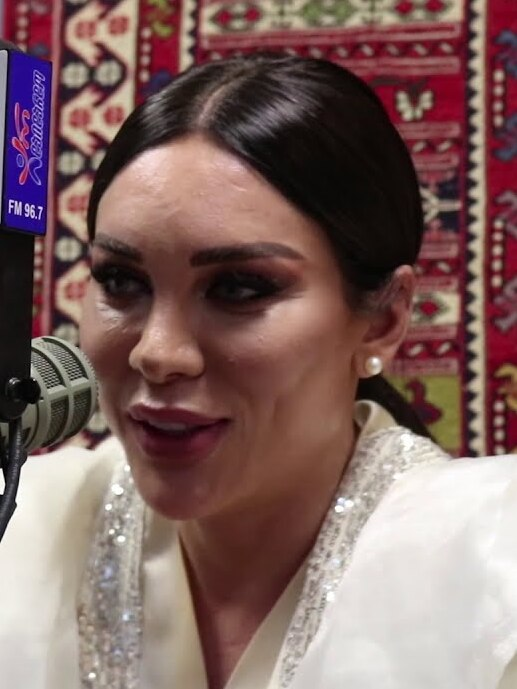
Kesaria Abramidze w 2020

Kesaria Abramidze gruz. კესარია აბრამიძე; (ur. 18 sierpnia 1987, zm. 18 września 2024) – gruzińska blogerka, aktorka i modelka. Pierwsza otwarcie transpłciowa osoba w narodowej telewizji. Powszechnie uważana za pionierkę osob transpłciowych w Gruzji

## Życie osobiste
Kesaria Abramidze urodziła się w Tbilisi 18 sierpnia 1987 roku Przed dokonaniem zmiany płci materiał genetyczny Kesarii został zamrożony poza granicami kraju. W 2014 roku ogłosiła, że poddała się operacji zmiany płci, występując rok później w reklamie bielizny.

## Kariera
Kesaria Abramidze była gościem kilku programów, w tym serialu Psychopath Games i programu Davita Kovziridze Zhure Katsat. Brała również udział w konkursie piękności Miss Trans Global i reprezentowała Gruzję. Następnie została prowadzącą First House w Rustawi 2. Stała się influencerką i miała ponad pół miliona obserwujących na Instagramie.

## Morderstwo
Kesaria Abramidze została znaleziona zamordowana 18 września 2024 r. w swoim domu na obrzeżach Tbilisi, zaledwie dzień po tym, jak parlament Gruzji uchwalił gruzińską ustawę o propagandzie LGBT. Miała 37 lat. Michael Roth, przewodniczący Komisji Stosunków Międzynarodowych Bundestagu, bezpośrednio powiązał morderstwo Abramidze z nowym prawem anty-LGBTQ+, a Centrum Sprawiedliwości Społecznej stwierdziło, że „polityczna homofobia, bifobia i transfobia stały się centralnym elementem oficjalnego dyskursu i ideologii rządu”. Morderstwo wywołało szok w kraju i zostało potępione przez gruzińskiego rzecznika praw obywatelskich Levana Ioselianiego; prezydent kraju Salome Zurabiszwili, która zaproponowała, aby było to sygnał ostrzegawczy dla całego społeczeństwa, a morderstwo nie powinno pozostać bezkarne; oraz przez rzecznika Biura Wysokiego Komisarza Narodów Zjednoczonych ds. Praw Człowieka.
Następnego dnia na międzynarodowym lotnisku w Kutaisi aresztowano 26-letnią osobę, która rzekomo utrzymywała kontakt z modelką i wcześniej jej groziła. W poście z kwietnia tego samego roku Abramidze zgłosiła już przemoc fizyczną i psychiczną ze strony swojego partnera. Jej cywilny pogrzeb odbył się 22 września 2024 r. z udziałem prezydenta Zurabiszwili 16 kwietnia 2025 r. podejrzana, zidentyfikowana jako Beka Jaiani, została uznana za winną i skazana na dożywocie.